# 奇和洞遗址
奇和洞遗址，位于中华人民共和国福建省龙岩市漳平市象湖镇灶头村东侧，是一座旧石器时期至新石器时期的史前人类生活遗址。该遗址于2008年的第三次全国文物普查中被发现，共发掘出三个史前文化层。2013年，该遗址入选全国重点文物保护单位。

## 发现
奇和洞又名东明岩，是一座发育于石炭纪的石灰岩溶洞，洞口长13米，高4.5米。2008年初，奇和洞遗址在第三次全国文物普查中被发现，最先抵达的调查人员发现了少量哺乳动物化石。2009年11月，福建博物院、龙岩市博物馆和漳平市博物馆联合组成的考古发掘队对奇和洞进行正式发掘，并在其中发掘出了一处新石器时代中期的居住面和少量新石器时代的早期文物。2010年12月，考古人员第二次正式发掘奇和洞遗址，并在这次发掘中发现了旧石器时期的文化层，并出土了一具人类颅骨。2011年底至2012年年初，在对奇和洞遗址的第三次考古发掘中，考古队员出土了大量的旧石器时期的石制品，其中大量文物均为福建省境内首次发现。2011年，奇和洞遗址被列为漳平市第五批市级文物保护单位。2012年，奇和洞遗址入选2011年全国十大考古新发现。2013年3月，奇和洞遗址被列为福建省文物保护单位。当年5月，奇和洞遗址入选全国重点文物保护单位。

## 结构
奇和洞遗址是截至2015年福建省境内发现的唯一一处旧石器时代过渡至新石器时代的史前人类生活遗址，距今约17000~13000年。该遗址共有九个堆积层，其中自下而上共有三个文化期：
- 最底层发现有人工石铺地面、火塘和水沟，出土有石制品、煤矸石和人类牙齿遗迹少量哺乳动物化石，是旧石器时期过渡至新石器时期的文化层。
- 第二层遗迹有火塘、灰坑，出土有人类牙齿、石制品、煤矸石、骨制品、陶器和动物骨骼，属新石器时代最早期的文化层。
- 第三层由房址、灶台等遗迹，出土有3具人类颅骨，以及人类牙齿、石制品、煤矸石遗迹大量动物化石，是比第二层稍晚的新石器时代早期文化层。